# Álex González (attore)
Augusto Alejandro José González, detto Álex (Madrid, 13 agosto 1980), è un attore spagnolo.
Tra cinema e televisione, ha partecipato, spesso con ruoli da protagonista, in una ventina di differenti produzioni, a partire dal 2003.
Tra i suoi ruoli principali, figurano quello di Ángel nel film Segundo asalto (2005; ruolo che gli ha valso premi e nomination), quello di Mario nella serie televisiva Countdown (Cuenta atrás, 2007-2008), quello di Julián "Alacrán" López nel film Alacrán enamorado (2013), quello di Mikel nel film Furious Speed - Curve pericolose (2013), quello di Javier Morey nella serie televisiva Il Principe - Un amore impossibile (2014-2016), ecc.

## Biografia
Nato a Madrid il 13 agosto 1980, se ne va di casa all'età di 15 anni per seguire il suo sogno di diventare attore e, per pagarsi gli studi, lavora come cameriere.
Ottiene il suo primo ingaggio in una produzione cinematografica nel 2005, entrando a far parte del film Segundo asalto. La sua prima apparizione sul grande schermo gli fa guadagnare il Premio Turia come miglior attore e una nomination al Premio Goya.
Tra il 2012 e il 2013, è sul set del film d'azione, diretto da Daniel Calparsoro, Furious Speed - Curve pericolose (presentato al Festival di Malaga), dove appare senza veli in alcune sequenze ad alto tasso erotico girate assieme alla collega Adriana Ugarte, con la quale in seguito avrà una relazione sentimentale. Il ruolo del protagonista gli viene assegnato dopo il rifiuto, dovuto proprio alle scene di nudo, di alcuni attori.
Nel 2014 è quindi protagonista, al fianco di Hiba Abouk, José Coronado e Rubén Cortada, della serie televisiva Il Principe - Un amore impossibile.
Nel 2021 interpreta il signore del crimine Leonardo Giallo “El Turco” in Toy Boy.

### Vita Privata
Dal 2022 al 2023 ha avuto una relazione con l'attrice María Pedraza, conosciuta sul set della serie tv Toy Boy.

## Filmografia

### Cinema
- Chatarra - cortometraggio (2004)
- Segundo asalto (2005)
- Una rosa de Francia (2006)
- Dolly - cortometraggio (2007)
- Luz de domingo (2007)
- El libro de las aguas (2008)
- X-Men - L'inizio, regia di Matthew Vaughn (2010)
- Die Farbe des Ozeans (2011)
- Alacrán enamorado (2013)
- Furious Speed - Curve pericolose (Combustión), regia di Daniel Calparsoro (2013)
- Cuento de verano (2014)
- Orbita 9, regia di Hatem Khraiche (2017)
- Noctem, regia di Marcos Cabotá (2016)
- Fuimos canciones, regia di Juana Macías (2021)

### Televisione
- Hospital Central - serie TV, 1 episodio (2003)
- Paso adelante - serie TV, 7 episodi (2004)
- Los Serrano - serie TV, 3 episodi (2004-2006)
- Hospital Central - serie TV (2005)
- Motivos personales – serie TV, 14 episodi (2005)
- Countdown (Cuenta atrás) – serie TV, 29 episodi (2007-2008)
- Revelados - serie TV (2008)
- REX – serie TV, 7 episodi (2008)
- La señora – serie TV, 8 episodi (2009-2010)
- Inocentes – miniserie TV (2010)
- Tierra de lobos – serie TV, 8 episodi (2013-2014)
- Il Principe - Un amore impossibile (	El Príncipe) – serie TV, 31 episodi (2014-2016)
- Vivere senza permesso (Vivir sin permiso) – serie TV, 23 episodi (2018-2019)
- 3 caminos – serie TV, 8 episodi (2020)
- Toy Boy - serie TV, 8 episodi (2021)
- Operación Marea Negra - serie TV, 4 episodi (2022)
- Suspicious Minds (Ladrones: La tiara de santa Águeda) – serie TV, 6 episodi (2025)

## Premi e riconoscimenti
- 2006: Premio Turia come miglior attore rivelazione per il ruolo di Ángel nel film Segundo asalto[3]
- 2006: Nomination al Premio Goya come miglior attore rivelazione per il ruolo di Ángel nel film Segundo asalto[3]
- 2006: Nomination al Premio dell'Unione degli Attori Spagnoli come miglior attore rivelazione maschile per il ruolo di Ángel nel film Segundo asalto[3]
- 2014: Nomination al Premio dell'Unione degli Attori Spagnoli come miglior attoreprotagonista maschile per il ruolo di Julián "Alacrán" López nel film Alacrán enamorado[3]

## Doppiatori italiani
Nelle versioni in italiano delle opere in cui ha recitato, Álex González è stato doppiato da:
- David Chevalier in Countdown
- Marco Vivio in Il Principe - Un amore impossibile[12], Suspicious Minds
- Sacha De Toni in Paso adelante